# 崔上
崔上（1987年1月1日—），韓國男演員。出道初期以崔珉成（최민성）為名進行演藝活動；2011年改名為崔珉（최민）；2023年啟用藝名崔上。

## 演出作品

### 電視劇
- 2008年：MBC《他來了》飾演 崔珉
- 2009年：MBC《向大地頭球》飾演 趙炳基
- 2010年：MBC《Pasta》飾演 四角
- 2010年：KBS《Drama Special－Rock Rock Rock》飾演 金在基
- 2011年：KBS《我們家的女人們》飾演 崔俊英
- 2012年：KBS《普通的戀愛》飾演 權大雄
- 2012年：SBS《我的愛蝴蝶夫人》飾演 金柏基
- 2013年：SBS《來自星星的你》飾演 警察
- 2014年：KBS《貓來了》飾演 尹成日
- 2015年：tvN《Super Daddy 烈》飾演 柳賢宇
- 2015年：SBS《龍八夷》飾演 崔成勳（特別出演）
- 2015年：SBS《雪蓮花》飾演 姜泰周
- 2015年：E Channel（朝鲜语：E채널）《Riders：抓住明日》飾演 姜允才
- 2016年：tvN《灰姑娘與四騎士》飾演 李潤成
- 2022年：SBS《Again My Life》饰演 李延硕

### 電影
- 2009年：《女高怪談5》飾演 奇浩
- 2012年：《救國的鋼鐵隊伍》飾演 陸正燁

## 外部連結
- 官方網站 （页面存档备份，存于）
- 崔上 （页面存档备份，存于）在NAVER上的資料
- 崔上的Instagram帳戶
- YouTube上的崔上頻道